# Helen McCloy
Pour les articles homonymes, voir McCloy.
Œuvres principales
- La Vierge au sac d'or (1948)
- Le Miroir obscur (1950)

Helen McCloy, née Worrell Clarkson (New York, 26 avril 1904 - New Haven, 1er décembre 1994), est un auteur américain de roman policier.

## Biographie
Née d'une mère écrivain et d'un père travaillant dans le milieu journalistique, Helen McCloy fait ses études à Brooklyn avant de se rendre à Paris, en 1923, pour s'inscrire à La Sorbonne.  
À la fin des années 1920, elle entame une carrière de correspondante et de critique d'art pour le compte de journaux et de magazines anglo-saxons.
De retour en Amérique en 1932, elle publie l'année suivante Dance of Death, son premier roman policier.  Suivront plus d'une trentaine de parutions, dont plusieurs ont pour héros récurrent le Dr Basil Willing, psychiatre et psychanalyste de formation, qui occupe le poste d'assistant du District Attorney de Manhattan.  Les aventures du Dr Willing appartiennent surtout au whodunit.  
Après la Deuxième Guerre mondiale, les textes de Helen McCloy lorgnent fréquemment vers le thriller psychologique (La Vierge au sac d'or) ou associent à l'enquête criminelle des éléments de fantastique dans la tradition de John Dickson Carr (Le Miroir obscur).
En 1946, Helen McCloy épouse Davis Dresser, lui aussi auteur de roman policier sous le pseudonyme de Brett Halliday.  Ensemble, ils fondent une agence littéraire et une maison d'édition.  Les époux divorcent en 1961.
Elle reçoit la distinction de Grand Maître (Grand Master Award) par l'association des Mystery Writers of America en 1990.

## Œuvre

### Romans

#### Romans de la sérieDrBasil Willing
- Dance of Death ou Design for Dying (1938) Publié en français sous le titre Mourir pour être belle, Paris, Éditions mondiales, coll. Le Basilic rouge no 13, 1951
- The Man in the Moonlight (1940)
- The Deadly Truth (1941) Publié en français sous le titre La Vérité qui tue, Paris, Pierre Horay, coll. Le Sphinx, 1954 ; réédition, Paris, Opta, coll. Littérature policière, 1975 ; réédition, Paris, Librairie des Champs-Élysées, Le Masque no 1855, 1986
- Who's Calling? (1942) Publié en français sous le titre Qui est à l'appareil?, Paris, Hachette, coll. L'Énigme, 1947 ; réédition, Paris, Néo, coll. Le Miroir obscur no 126, 1985
- Cue for Murder (1942) Publié en français sous le titre En scène pour la mort, Paris, Pierre Horay, coll. Le Sphinx, 1954 ; réédition, Paris, Librairie des Champs-Élysées, coll. Le Masque no 1841, 1994, réimpression 2002
- The Goblin Market (1943)
- The One That Got Away (1945) Publié en français sous le titre Celui qui s'échappa, Paris, Hachette, coll. L'Énigme, 1948 ; réédition, Paris, Néo, coll. Le Miroir obscur, 1982 ; réédition, Paris, Librairie des Champs-Élysées, Le Masque no 2079, 1992
- Through a Glass Darkly (1950) Publié en français sous le titre Le Miroir obscur, Paris, Pierre Horay, coll. Le Sphinx, 1953 ; réédition, Paris, J'ai lu no 1430, 1983
- Alias Basil Willing (1951) Publié en français sous le titre Feu le Dr. Willing, Paris, Pierre Horay, coll. Le Sphinx, 1953
- The Long Body (1955)
- Two-Thirds of a Ghost (1956)
- M. Splitfoot (1968)
- Burn This (1980) Publié en français sous le titre Permission de tuer, Paris, Librairie des Champs-Élysées, coll. Le Masque no 1697, 1987

#### Autres romans
- Do Not Disturb (1943)
- Panic (1944)
- She Walks Alone ou Wish You Were Dead (1948) Publié en français sous le titre La Vierge au sac d'or, Paris, Gallimard, coll. Série blême, 1950 ; réédition, Paris, Néo, coll. Le Miroir obscur, 1984 ; réédition, Paris, Librairie des Champs-Élysées, Le Masque no 2067, 1991
- Better Off Dead (1951)
- Unfinished Crime ou He Never Came Back (1954)
- The Slayer and the Slain (1957) Publié en français sous le titre Le Bourreau et la victime, Paris, Néo, coll. Le Miroir obscur, 1983 ; réédition, Paris, Manitoba- Les belles Lettres, coll. Le Cabinet noir no 45, 2000
- Before I Die (1963)
- The Further Side of Fear (1967)
- A Question of Time (1971)
- A Change of Heart (1973
- The Sleepwalker (1974) Publié en français sous le titre La Somnambule, Paris, Rivages/Noir no 105, 1991
- Minotaur Country (1975)
- The Changeling Conspiracy ou Cruel as the Grave (1976)
- The Impostor (1977)
- The Smoking Mirror (1979)

### Nouvelles

#### Nouvelles de la sérieDrBasil Willing
- Cue for Murder (1946)
- Through a Glass Darkly (1948) Publié en français sous le titre Le Miroir obscur, Paris, Opta, Mystère Magazine no 146, mars 1960 ; réédition dans Les Chefs-d'œuvre du crime, Paris, Planète, 1965 ; réédition, Paris, Opta, L'Anthologie du Mystère no 21, 1976
- The Singing Diamonds (1949) Publié en français sous le titre Les Losanges chantants, Paris, Opta, Mystère Magazine no 45, octobre 1951 ; réédition, Paris, Opta, L'Anthologie du Mystère no 6, mars 1965 ; réédition dans Une poignée de main avec la mort, Paris, Néo, coll. Le Miroir obscur no 91, 1984 Publié en français dans une autre traduction sous le titre Les Diamants chantants, dans Histoires de machinations, Paris, Pocket no 3232, 1989
- Thy Brother Death ou Shock Tactics (1955) Publié en français sous le titre Ta sœur la Mort, Paris, Opta, Mystère Magazine no 125, juin 1958 ; réédition, Paris, Opta, L'Anthologie du Mystère no 4, mars 1964 ; réédition dans Une poignée de main avec la mort, Paris, Néo, coll. Le Miroir obscur no 91, 1984
- The Silent Informer ou Murder Stops the Music (1957) Publié en français sous le titre L'Informateur muet, Paris, Opta, Mystère Magazine no 132, janvier 1959 ; réédition dans Une poignée de main avec la mort, Paris, Néo, coll. Le Miroir obscur no 91, 1984
- Murder Ad Lib (1964) Publié en français sous le titre Meurtre ad libitum, Paris, Opta, Mystère Magazine no 210, juillet 1965
- Into the Air (1965) Publié en français sous le titre La Chute d'un banquier, Paris, Opta, Mystère Magazine no 221, juin 1966
- A Case of Innocent Eavesdropping (1978)

#### Autres nouvelles
- The Black Disk ou The Nameless Clue (1941) Publié en français sous le titre Le Disque noir, Paris, Opta, Mystère Magazine no 173, juin 1962
- Chinoiseries (1946) Publié en français sous le titre Chinoiseries, Paris, Opta, Mystère Magazine no 8, août 1948 ; réédition dans Histoires à faire peur, Paris, Le Livre de poche no 2203, 1967 ; réédition dans Une poignée de main avec la mort, Paris, Néo, coll. Le Miroir obscur no 91, 1984 ; réédition, Paris, Pocket no 2369, 1987
- The Other Side of the Curtain (1947) Publié en français sous le titre Derrière le rideau, Paris, Opta, Mystère Magazine no 27, avril 1950 ; réédition dans Les Chefs-d'œuvre du crime, Paris, Planète, 1965 ; réédition dans Une poignée de main avec la mort, Paris, Néo, coll. Le Miroir obscur no 91, 1984
- Better Off Dead ou Of Time and Murder (1949) Publié en français sous le titre Victime sans meurtrier, Paris, Opta, Mystère Magazine no 254, avril 1969
- Shake Hand with Death ou The Outer Darkness (1950) Publié en français sous le titre Une poignée de main avec la mort, Paris, Opta, Mystère Magazine no 144, janvier 1960 ; réédition dans Une poignée de main avec la mort, Paris, Néo, coll. Le Miroir obscur no 91, 1984
- Murder is Everybody's Business (1951) Publié en français sous le titre Au bout du fil, Paris, Opta, Mystère Magazine no 83, décembre 1954 ; réédition, Paris, Opta, L'Anthologie du Mystère no 1, 1961
- The Shadows Outside ou The Waiting Shadow (1952) Publié en français sous le titre Deux ombres au clair de lune, Paris, Opta, Mystère Magazine no 184, mai 1963
- Windless (1958), signé Helen Clarkson
- Shadow of Fear (1959)
- Number Ten Q Street (1963)
- The Pleasant Assassin (1970) Publié en français sous le titre L'Aimable Assassin, Paris, Opta, Mystère Magazine no 284, octobre 1971

#### Recueils de nouvelles
- The Singing Diamonds ou Surprise, Surprise! (1965)
- The Pleasant Assassin (2003) - anthologie de nouvelles posthume

## Sources
- Jacques Baudou et Jean-Jacques Schleret, Le Vrai Visage du Masque, vol. 1, Paris, Futuropolis, 1984, 476 p. (OCLC 311506692), p. 290-291.
- Claude Mesplède (dir.), Dictionnaire des littératures policières, vol. 2 : J - Z, Nantes, Joseph K, coll. « Temps noir », 2007, 1086 p. (ISBN 978-2-910686-45-1, OCLC 315873361), p. 249 et 1032-1033.
- Anne Martinetti, "Le Masque" : histoire d'une collection, Amiens, Encrage, coll. « Références » (no 3), 1997, 143 p. (ISBN 978-2-906389-82-3), p. 84.